# Liste der Auslandsvertretungen Litauens

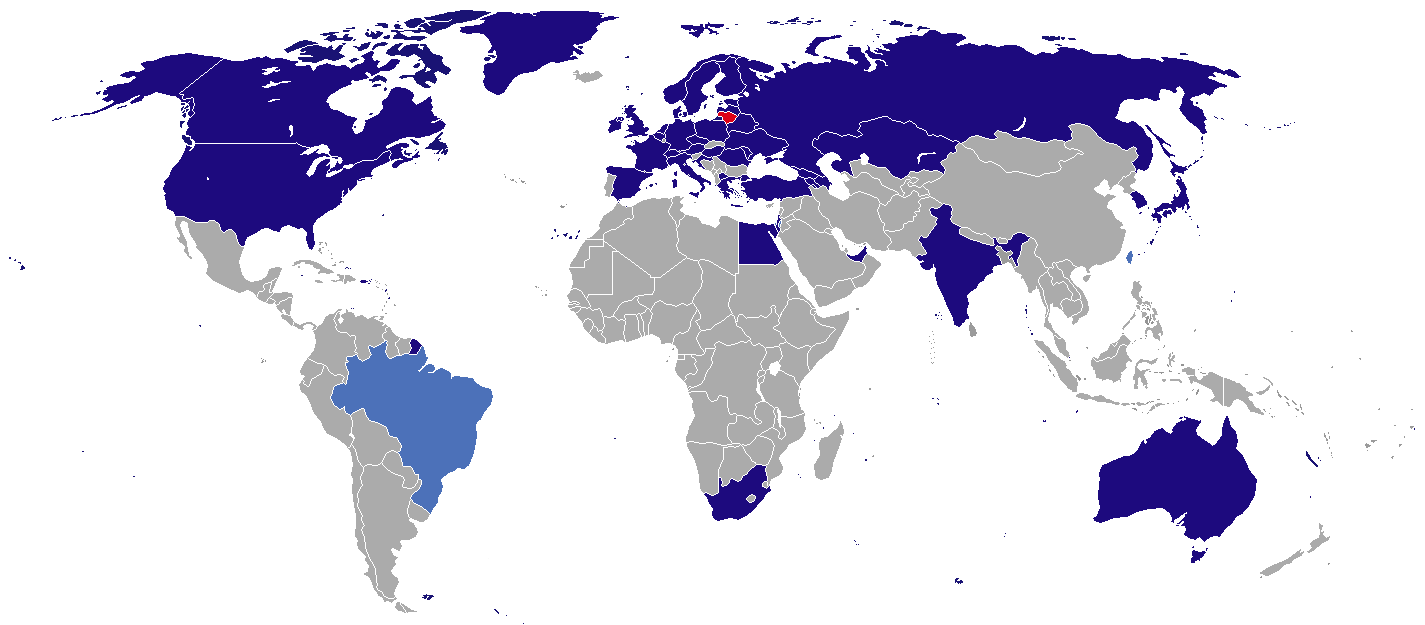
Standorte der diplomatischen Vertretungen Litauens

Dies ist eine Liste der diplomatischen Vertretungen Litauens.

## Diplomatische Vertretungen

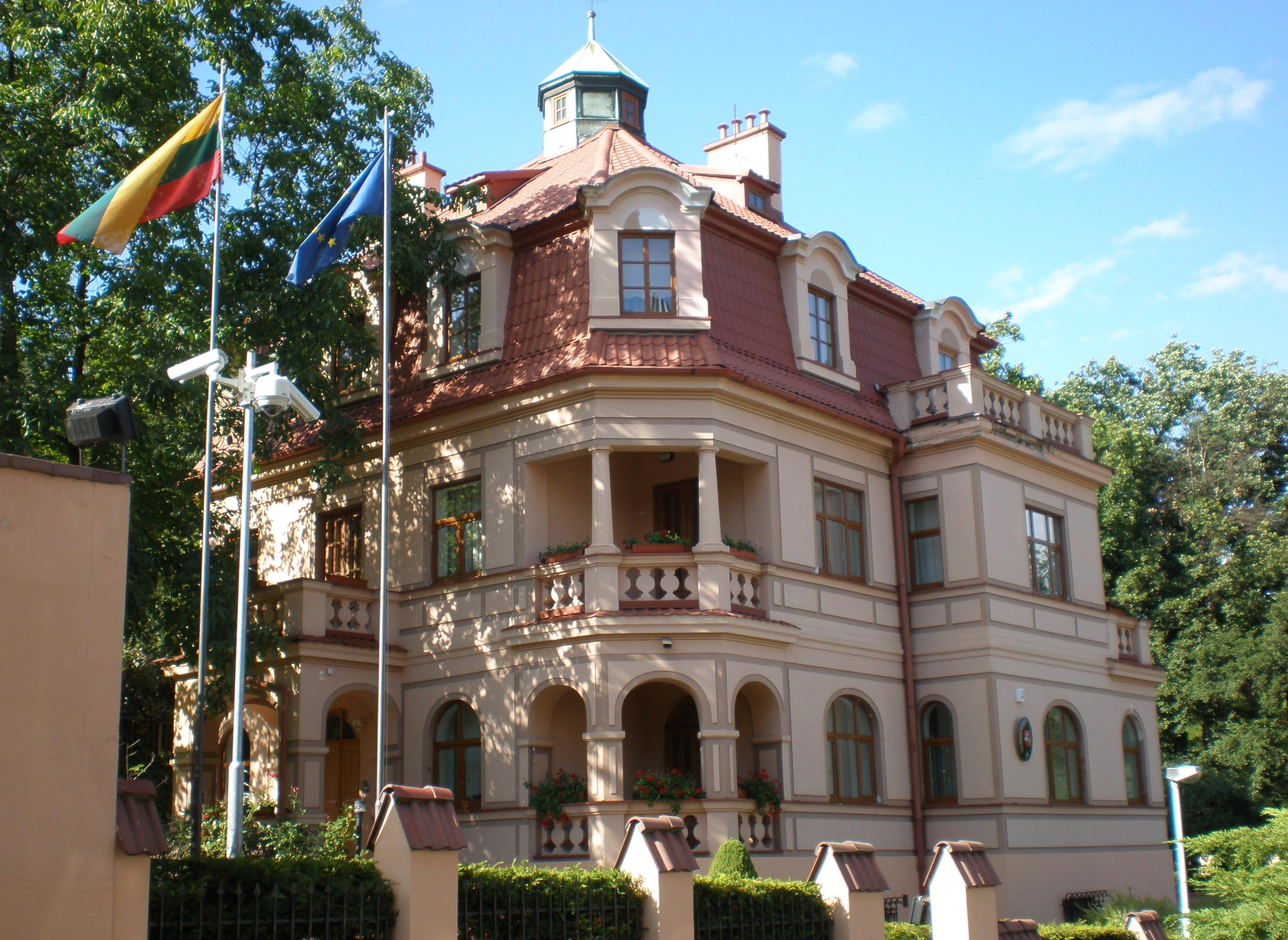
Litauische Botschaft in Prag

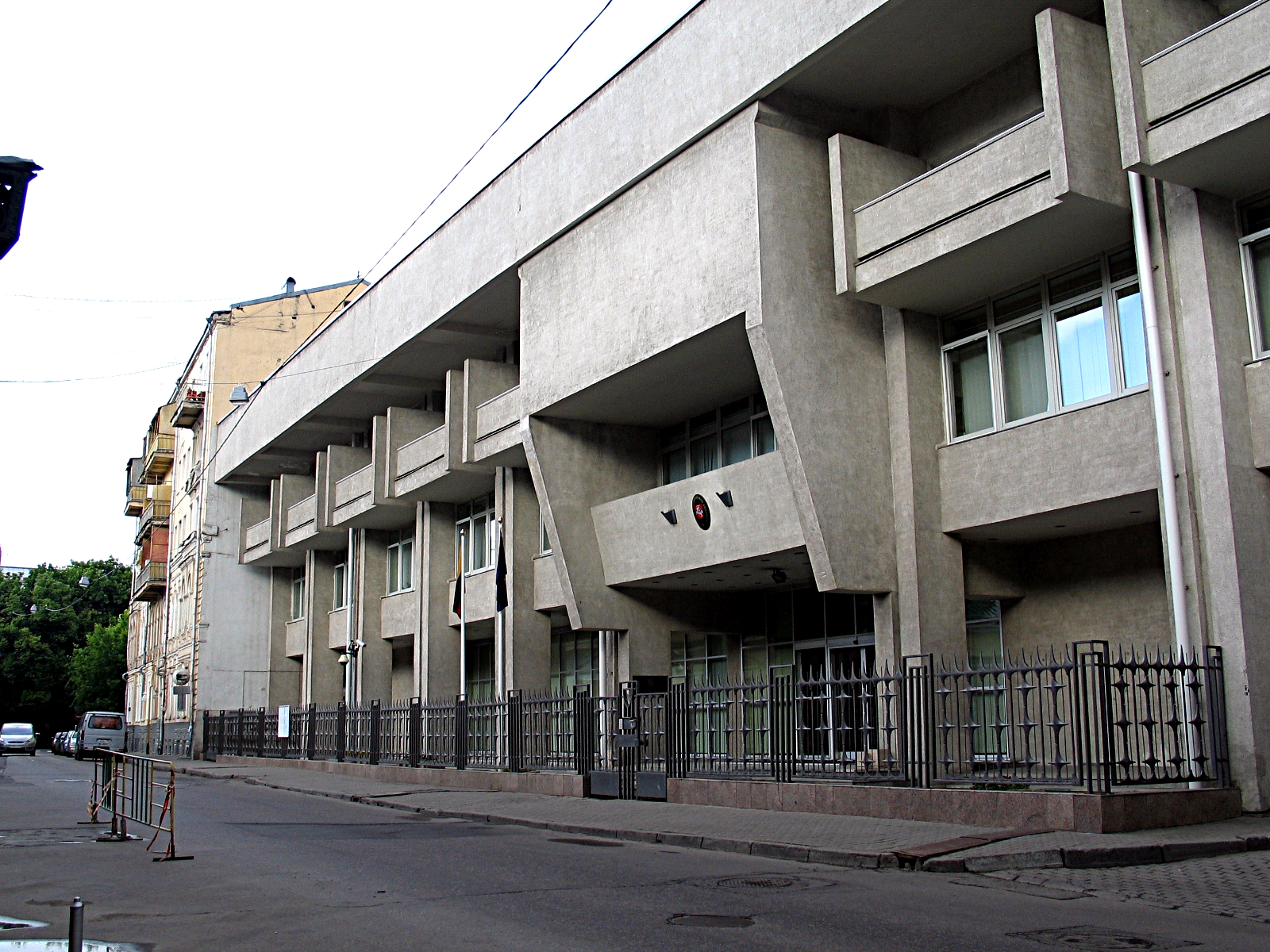
Litauische Botschaft in Moskau

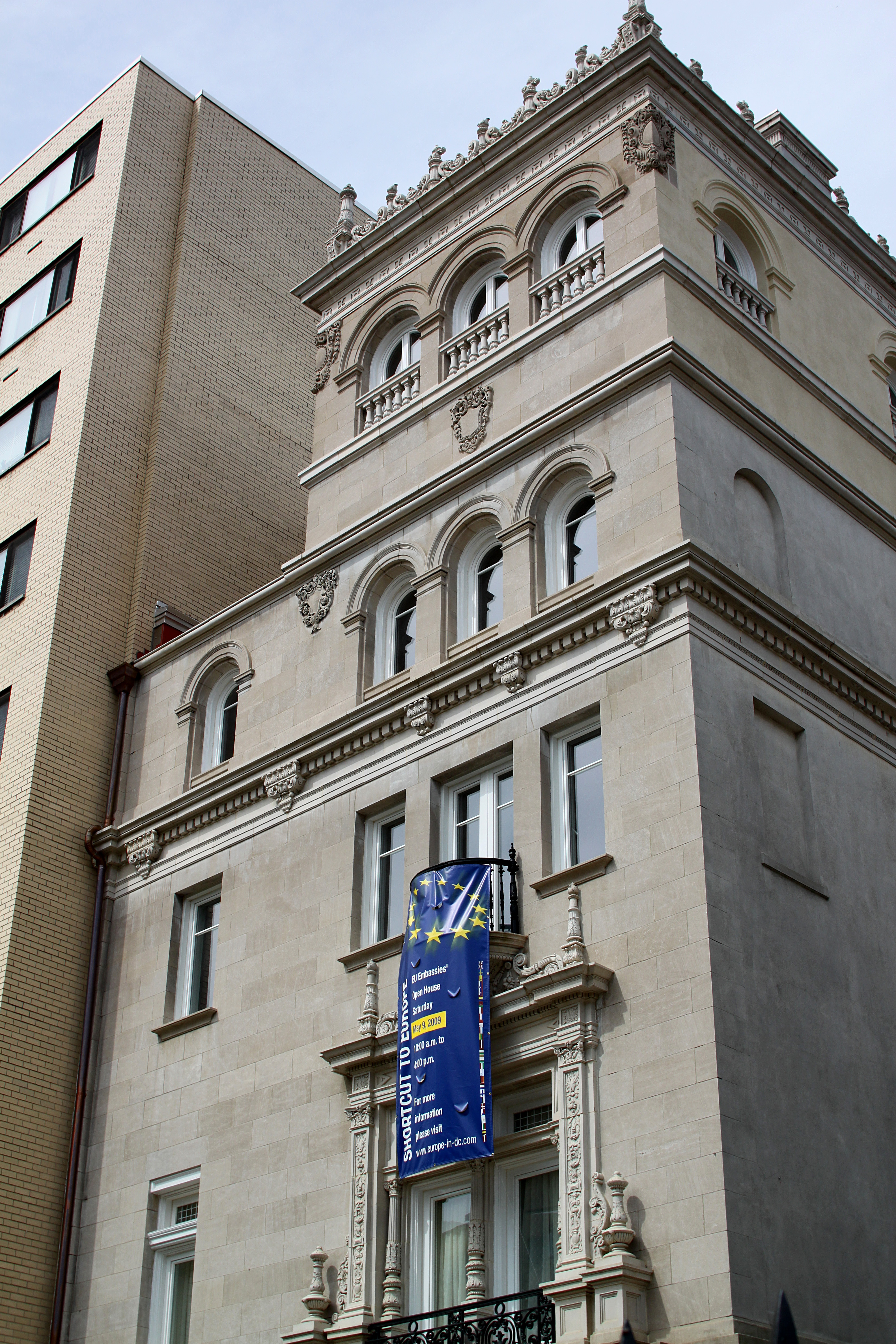
Litauische Botschaft in Washington, D.C.

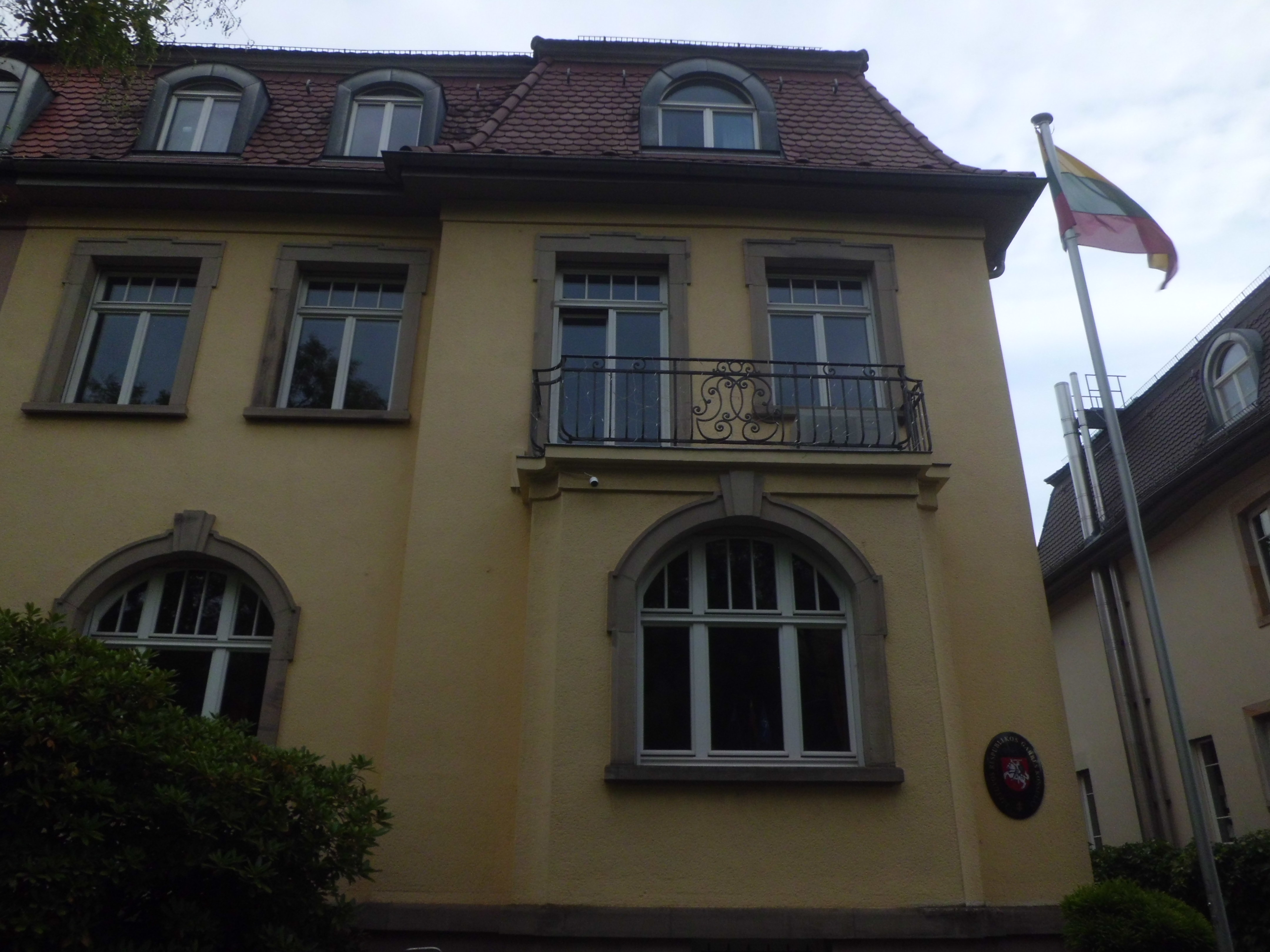
Litauisches Konsulat in Frankfurt am Main

### Afrika
- Ägypten: Kairo, Botschaft
- Südafrika: Pretoria, Botschaft

### Amerika
| - Brasilien: São Paulo, Generalkonsulat - Kanada: Ottawa, Botschaft - Vereinigte Staaten: Washington, D.C., Botschaft | - Vereinigte Staaten: Chicago, Generalkonsulat - Vereinigte Staaten: Los Angeles, Generalkonsulat - Vereinigte Staaten: New York, Generalkonsulat |

### Asien
| - Armenien: Jerewan, Botschaft - Aserbaidschan: Baku, Botschaft - Volksrepublik China: Peking, Botschaft - Indien: Neu-Delhi, Botschaft | - Israel: Tel Aviv, Botschaft - Japan: Tokyo, Botschaft - Kasachstan: Astana, Botschaft |

### Europa
| - Belgien: Brüssel, Botschaft - Bulgarien: Sofia, Botschaft - Dänemark: Kopenhagen, Botschaft - Deutschland: Berlin, Botschaft - Deutschland: Dresden, Konsulat - Deutschland: Düsseldorf, Konsulat - Deutschland: Essen, Konsulat - Deutschland: Erfurt, Konsulat - Deutschland: Frankfurt am Main, Konsulat - Deutschland: Hamburg, Konsulat - Deutschland: Künzelsau, Konsulat - Deutschland: München, Konsulat - Estland: Tallinn, Botschaft - Finnland: Helsinki, Botschaft - Frankreich: Paris, Botschaft - Georgien: Tiflis, Botschaft - Griechenland: Athen, Botschaft - Irland: Dublin, Botschaft - Italien: Rom, Botschaft - Kroatien: Zagreb, Botschaft - Lettland: Riga, Botschaft - Moldau: Chișinău, Botschaft - Niederlande: Den Haag, Botschaft - Norwegen: Oslo, Botschaft - Österreich: Wien, Botschaft - Polen: Warschau, Botschaft | - Polen: Sejny, Konsulat - Portugal: Lissabon, Botschaft - Rumänien: Bukarest, Botschaft - Russland: Moskau, Botschaft - Russland: Kaliningrad, Generalkonsulat - Russland: Sankt Petersburg, Generalkonsulat - Russland: Sowetsk, Konsulat - Schweden: Stockholm, Botschaft - Schweiz: Bern, Botschaft - Spanien: Madrid, Botschaft - Spanien: Valencia, Konsulat - Tschechien: Prag, Botschaft - Türkei: Ankara, Botschaft - Ukraine: Kiew, Botschaft - Ungarn: Budapest, Botschaft - Vereinigtes Königreich: London, Botschaft - Belarus: Minsk, Botschaft |

## Vertretungen bei internationalen Organisationen
- Europäische Union: Brüssel, Delegation
- Europarat: Straßburg, Delegation
- NATO: Brüssel, Delegation
- Vereinte Nationen: New York, Delegation
- Vereinte Nationen: Genf, Ständige Delegation
- Organisation der Vereinten Nationen für Erziehung, Wissenschaft und Kultur (UNESCO): Paris, Delegation
- Heiliger Stuhl: Vatikanstadt, Botschaft